# Kedougou-Virus
Das Kédougou-Virus (auch Kedougou-Virus, KEDV, Spezies Orthoflavivirus kedougouense) ist ein Virus, das durch Mücken der Art Aedes minutus übertragen wird. Die ersten Funde erfolgten 1972 und 1975. Die Erstbeschreibung (1978) ordnet das Kédougou-Virus in die Familie Flaviviridae (Flaviviren) ein. Menschen im betroffenen Gebiet (Kédougou, Senegal) verfügten über Antikörper gegen das Virus. Im Jahr 2007 wurde das Erbgut des Virus sequenziert und die Verwandtschaft mit dem Dengue-Virus bestätigt. Ob, wie oft und wie stark das Virus die Gesundheit von Menschen beeinträchtigt, ist bis heute unklar. KEDV wurde auch aus Mücken der Art Aedes circumluteolus isoliert, die in Ndumu, KwaZulu-Natal, Südafrika, gesammelt wurden.